# Festuca rubra
Festuca rubra, llamada comúnmente cañuela común y festuca roja, es una especie de gramínea nativa de Europa.

## Descripción
Rizomatosa y tolerante a entornos secos, es adecuada como hierba de césped y requiere poco mantenimiento. Es una especie de base en las mezclas de los céspedes ornamentales. Posee buena resistencia al frío, aunque se desarrolla principalmente en climas secos templados. No tolera los cortes bajos, resiste moderadamente la sequía, y se adapta bien a suelos pobres y salinos (es una especie poco exigente en cuanto a fertilización se refiere).
La mejor época de siembra es el otoño o principios de primavera; se siembra a una profundidad de unos 6 mm; la propagación de esta especie es por semillas.
Existen tres subespecies principales: Festuca rubra rubra (reptante), Festuca rubra commutata, que se utiliza como césped, y Festuca rubra trichophylla, que se puede considerar como semirreptante .

## Distribución y hábitat

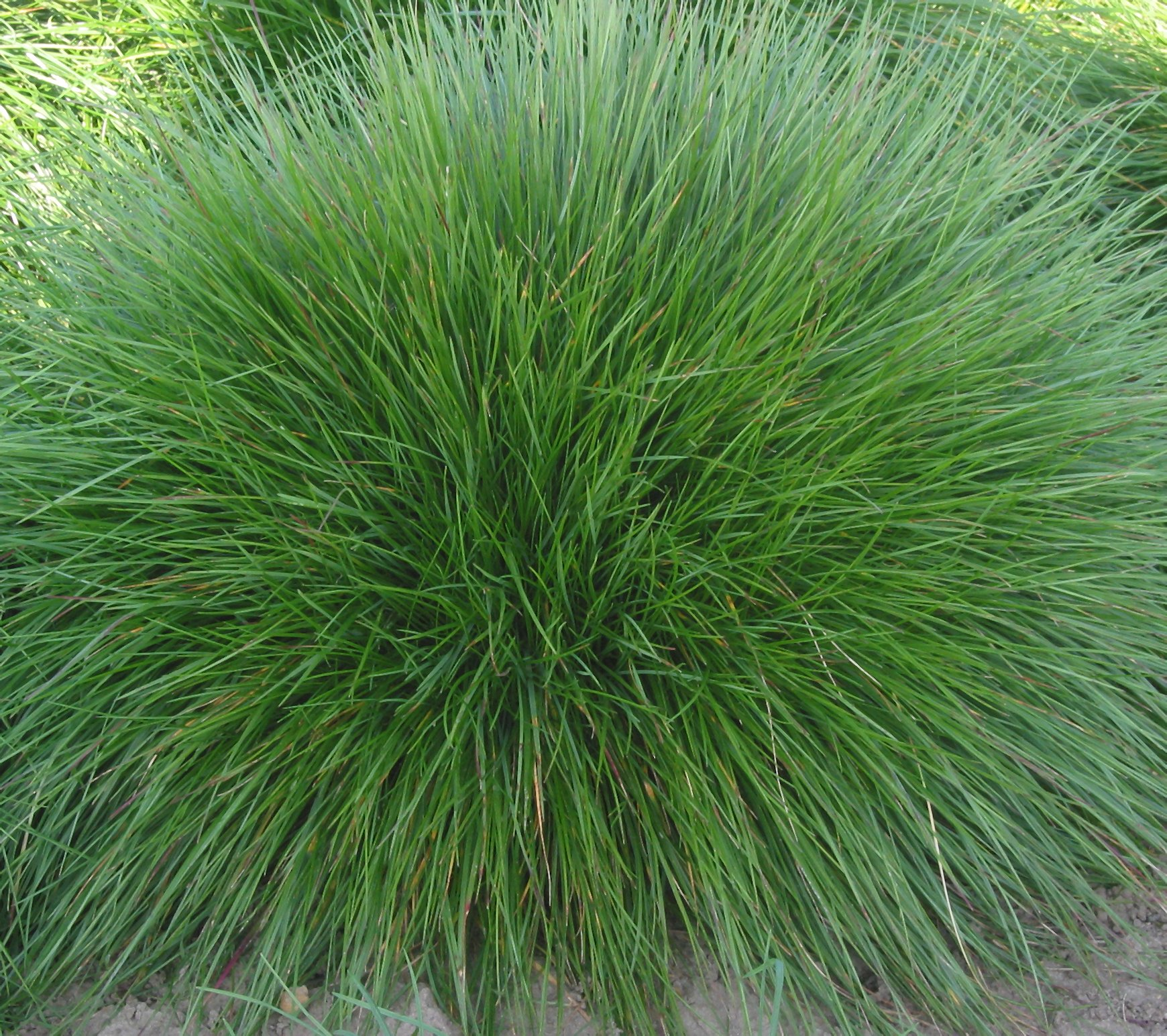
Festuca rubra var. commutata.

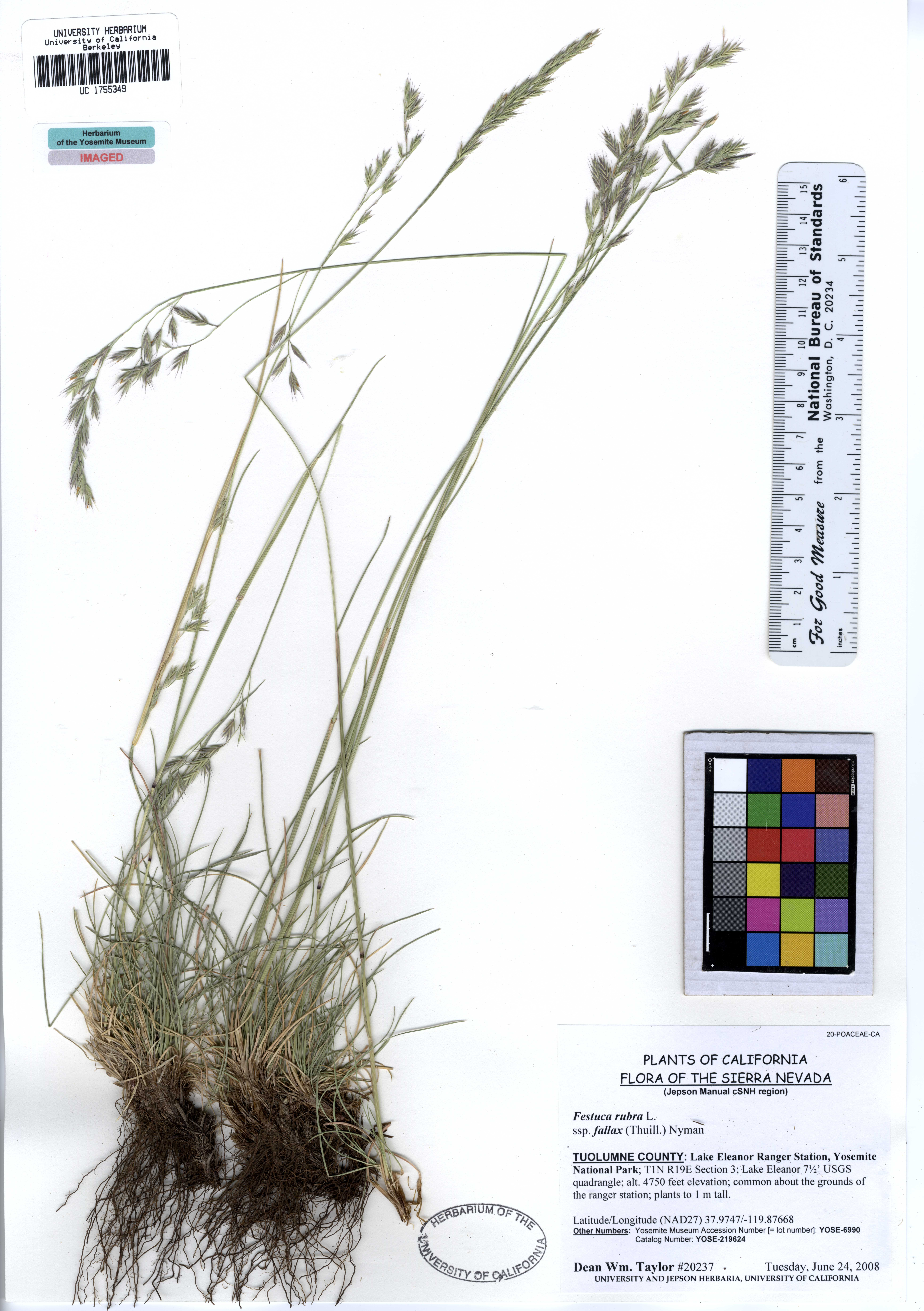
Festuca rubra ssp. fallax.

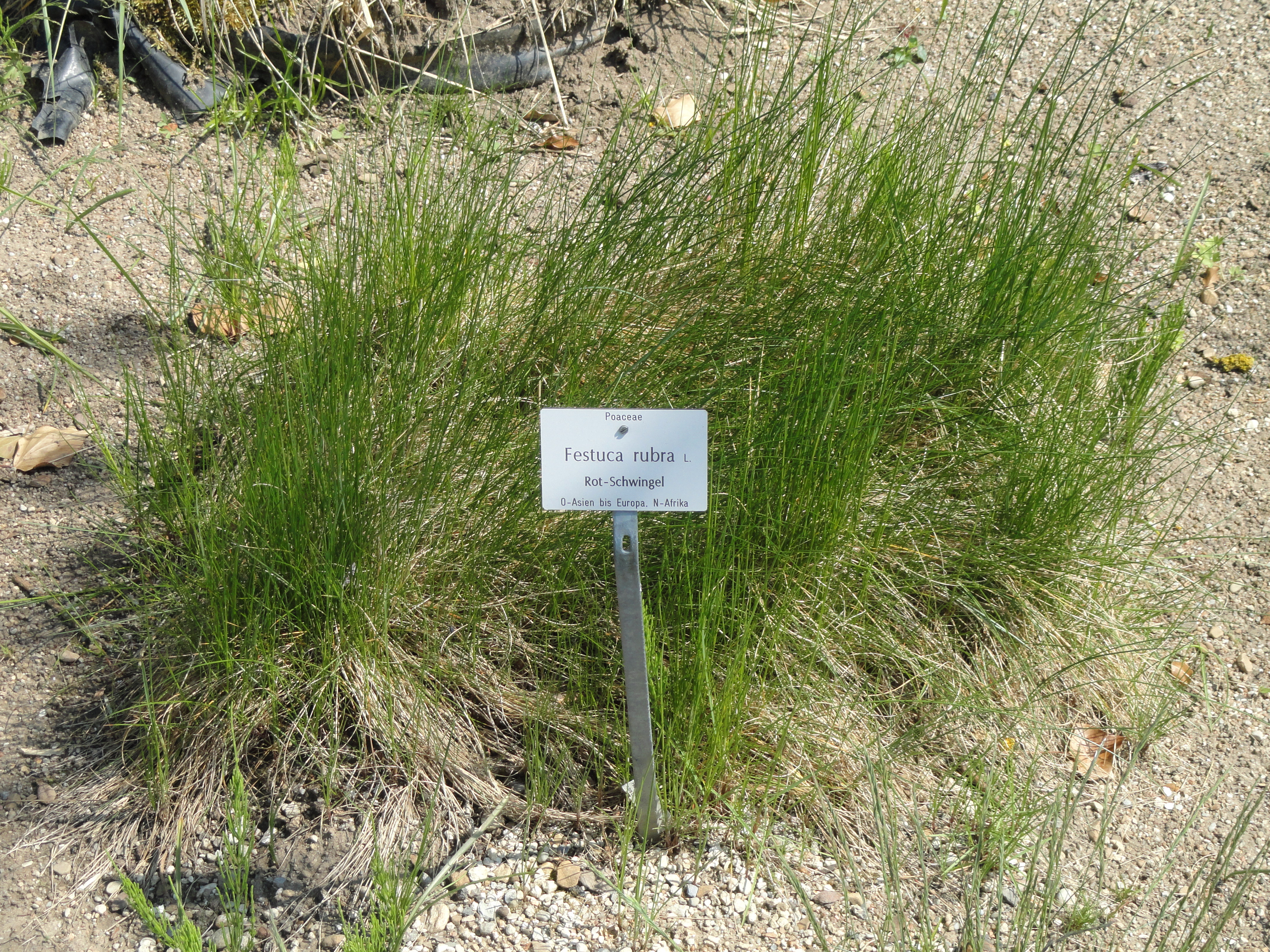
Vista de la planta.

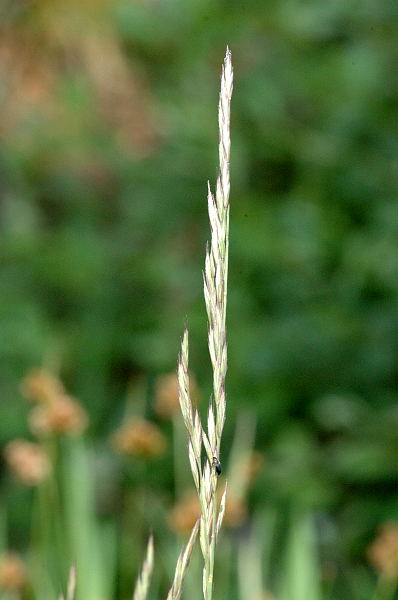
Espiga.

Nativa de Europa, crece en prados y se identifica fácilmente por la vaina roja o purpúrea que rodea la base del tallo. Las hojas verdes, delgadas y enjutas miden 15 cm de alto y están dominadas por estrechas panículas de flores teñidas de púrpura.

## Taxonomía
Festuca rubra fue descrita por Carlos Linneo y publicado en Species Plantarum 1: 74. 1753.
Citología
Número de cromosomas de Festuca rubra (Fam. Gramineae) y táxones infraespecíficos:
Festuca rubra L. = 2n=14 Festuca rubra subsp. pruinosa (Hack.) Piper = 2n=42
Etimología
Festuca: nombre genérico que deriva del latín y significa tallo o brizna de paja, también el nombre de una mala hierba entre la cebada.
rubra: epíteto latino que significa "rojo".
Sinonimia
- Avena dura Salisb.
- Bromus glaucus Spreng.
- Bromus secundus J.Presl
- Festuca alpestris Wulfen
- Festuca alpigena Hoppe
- Festuca ammobia Pavlick
- Festuca arenaria Retz.
- Festuca arenaria Osbeck
- Festuca askelofiana Schult.
- Festuca atlantigena (Litard.) Romo
- Festuca aucta Krecz. & Bobrov
- Festuca aurasiaca Trab.
- Festuca baicalensis (Griseb.) Krecz. & Bobrov
- Festuca balearica Zuccagni
- Festuca baltica Homann ex Mert. & W.D.J.Koch
- Festuca briquetii St.-Yves
- Festuca cambrica Huds.
- Festuca clarkei (Stapf) B.S.Sun
- Festuca cryophila Krecz. & Bobrov
- Festuca daghestanica (Tzvelev) E.B.Alexeev
- Festuca densiuscula (Hack. ex Piper) E.B.Alexeev
- Festuca dumetorum Hegetschw.
- Festuca dumetorum L.
- Festuca duriuscula L.
- Festuca egena Krecz. & Bobrov
- Festuca eriantha Honda
- Festuca fallace f. longifolia Zapater
- Festuca fallax Thuill.
- Festuca fontqueri (Litard.) Romo
- Festuca glabra Lightf.
- Festuca glauca Planellas ex Willk. & Lange
- Festuca glaucescens Hegetschw.
- Festuca halleri Puccin.
- Festuca helgolandica Patzke
- Festuca heterophylla var. subheterophylla (Nyár.) Soó
- Festuca hondoensis (Ohwi) Ohwi
- Festuca inopoda Schur
- Festuca juncifolia var. planifolia (Hack.) Druce
- Festuca kirelowii Steud.
- Festuca kitaibeliana Schult.
- Festuca laevis (Hack.) Trab. ex Batt. & Trab.
- Festuca lanuginosa (Mert. & W.D.J.Koch) Scheele
- Festuca longifolia Hegetschw.
- Festuca michiganica E.B.Alexeev
- Festuca musashiensis Honda
- Festuca nankotaizanensis Ohwi
- Festuca niitakensis (Ohwi) Ohwi
- Festuca oregona Vasey
- Festuca pallidiuscula Gand.
- Festuca paucispicula Fuente & Sánchez Mata
- Festuca paucispiculata Howarth ex St.-Yves
- Festuca planifolia (Hack.) Fritsch
- Festuca pluriflora D.M.Chang
- Festuca polonica Zapal.
- Festuca polyantha Haller f. ex Steud.
- Festuca pratensis Schreb.
- Festuca pseudonemorum Schur
- Festuca pseudorubra Schur
- Festuca pseudovina var. salina (Kern. ex Hack.) Soó
- Festuca pseudovivipara (Pavlick) Pavlick
- Festuca pubescens Willd.
- Festuca repens Knapp
- Festuca salina G.Natho & G.Stohr
- Festuca salina Kern. ex Hack.
- Festuca scabrescens Hack. ex Trab.
- Festuca septiflora Honck.
- Festuca siracusana Jan ex Steud.
- Festuca steineri Patzke
- Festuca subcontorta Gand.
- Festuca unifaria Dumort.
- Festuca vallicola Rydb.
- Festuca vaudensis Rouy
- Festuca villiflora Steud.
- Festuca viridis Panz. ex Schult.
- Festuca waldsteinii Degen
- Festuca yvesiana (Litard. & Maire) Romo
- Gramen rubrum (L.) E.H.L.Krause
- Poa tenuifolia var. oregona (Vasey) Vasey
- Schedonorus dumetorum (L.) P.Beauv.[1]